# Pécharic-et-le-Py
Pécharic-et-le-Py è un comune francese di 30 abitanti situato nel dipartimento dell'Aude nella regione dell'Occitania.

## Società

### Evoluzione demografica
Abitanti censiti